# 小松史生子

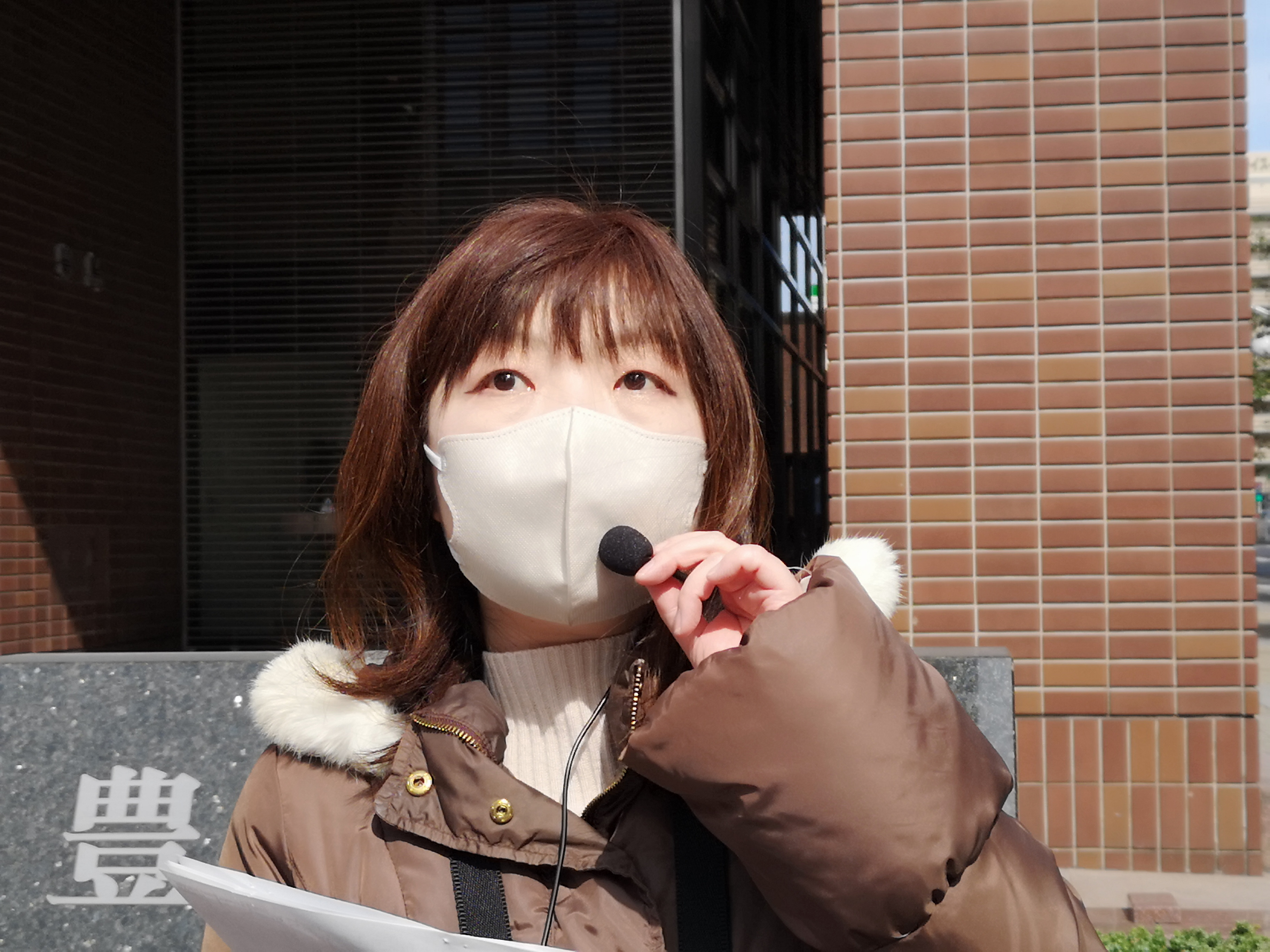
小松史生子（2023年3月）

小松 史生子（こまつ しょうこ、1972年 - ）は、日本の日本文学研究者。推理小説評論家。東京都生まれ。専門は日本近代文学、近代大衆文化。

## 経歴・人物

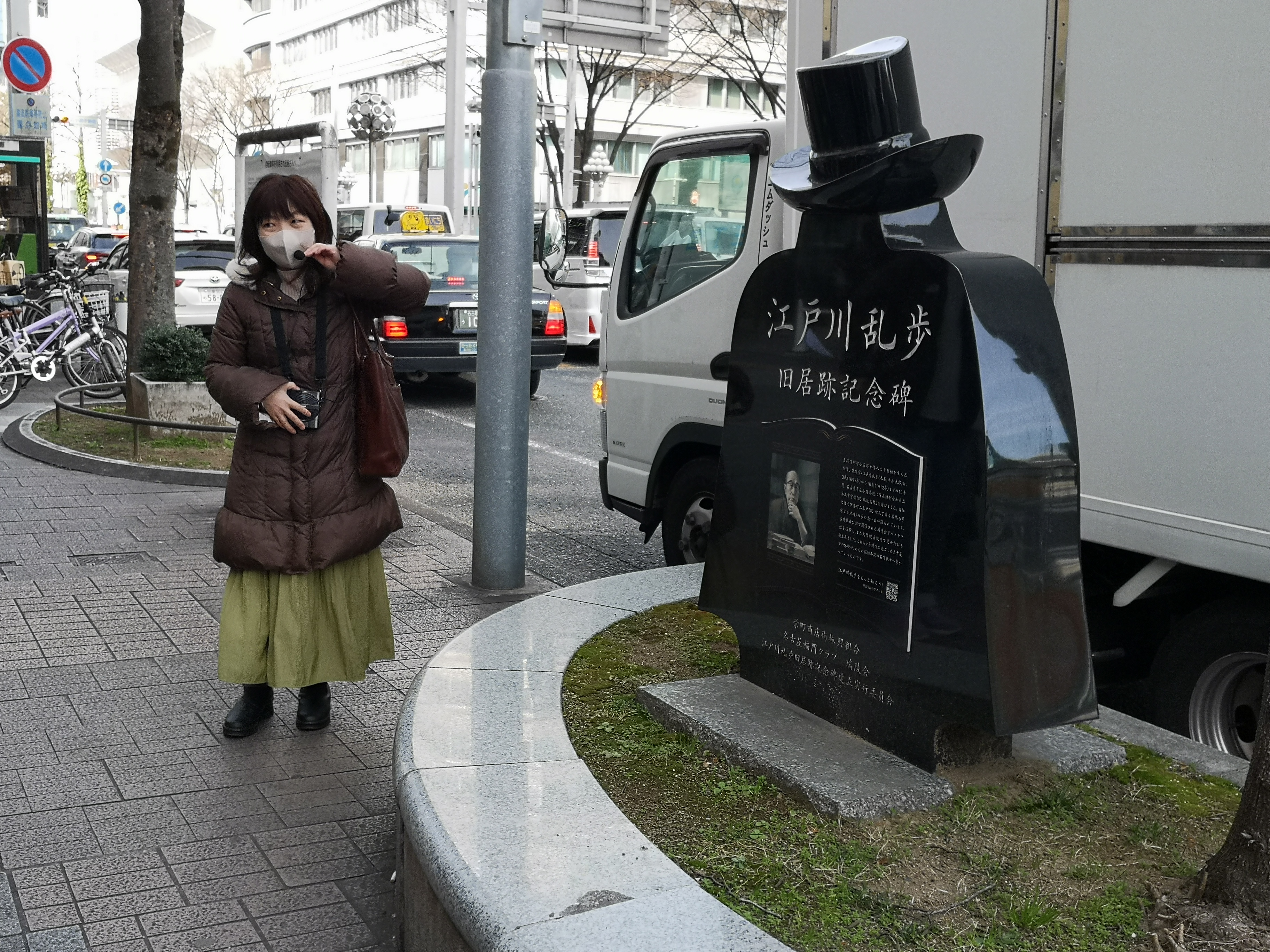
江戸川乱歩旧居跡記念碑の前で解説する小松史生子（2023年3月）

1995年、お茶の水女子大学文教育学部国文科卒業。2002年、東京大学大学院総合文化研究科言語情報科学専攻博士課程単位取得退学。金城学院大学文学部日本語日本文化学科教授を経て、2024年4月より早稲田大学文学学術院文化構想学部教授。2016年4月から2020年4月まで、名古屋市芸術賞有識者懇談会構成委員。
1998年10月、「アニミズムのエロス 江戸川乱歩論」で第5回創元推理評論賞（東京創元社）佳作受賞。2016年4月、『探偵小説のペルソナ―奇想と異常心理の言語態―』(双文社出版、2015年3月)で第69回日本推理作家協会賞（評論その他部門）最終候補。

## 作品リスト

### 単行本
単著
- 『乱歩と名古屋――地方都市モダニズムと探偵小説原風景』（風媒社、2007年5月）
- 『東海の異才・奇人列伝』（風媒社、2013年4月）
- 『探偵小説のペルソナ――奇想と異常心理の言語態――』（双文社出版、2015年3月）

編纂書
- 『コレクション・モダン都市文化 第52巻 軽井沢と避暑』（ゆまに書房、2010年1月）
- 『渡辺啓助探偵小説選2 (論創ミステリ叢書120)』（論創社、2019年7月）

### 雑誌掲載作品
学術論文
- 「三遊亭円朝『(角)欧州小説黄薔薇』論――<通俗>論のための一試考」 - 『言語態』第1号（言語態研究会、2000年）
- 「江戸川乱歩と〈通俗〉――『孤島の鬼』の言語態分析から」 - 『言語情報科学研究』第5号（東京大学言語情報科学研究会、2000年9月）
- 「江戸川乱歩『幽霊塔』論――翻案テクストのストラテジー」 - 『日本近代文学』65号（日本近代文学会、2001年10月）
- 「三遊亭円朝『欧州小説黄薔薇』論――翻案と<通俗>、クロロホルムというモチーフから」 - 『文学』3巻4号（岩波書店、2002年7月）
- 「江戸川乱歩『影男』論――江戸川乱歩の戦後」 - 『金城学院大学論集』207号（金城学院大学、2003年）
- 「探偵小説と水族館幻想――江戸川乱歩『パノラマ島奇談』を中心に」 - 『金城日本語日本文化』79号（金城学院大学日本語日本文化学会、2003年3月）
- 「小栗虫太郎『紅軍巴蟆を越ゆ』論――〈密林〉の文体」 - 『昭和文学研究』56号（昭和文学会、2008年3月）
- 「映像の中の明智小五郎――『屋根裏の散歩者』(一九九二年 TBS・バンダイビジュアル)を中心に」 - 『金城学院大学論集 人文科学編』7巻2号（金城学院大学、2011年3月）
- 「都市を駆ける人獣――『怪の物』、『悪魔の舌』、そして『人間豹』への系譜」 - 『金城学院大学論集 人文科学編』9巻1号（金城学院大学、2012年9月）
- 「風景としての人体――モダニズム文学と探偵小説――」 - 『日本近代文学』94号（2016年5月）
- 「少女マンガに引き継がれた忍者表象――和田慎二『スケバン刑事』の戦略」 - 『層 映像と表現 9』（2016年9月）
- 「江戸川乱歩「孤島の鬼」の着想を巡って」 - 『大衆文化』23号（立教大学江戸川乱歩記念大衆文化研究センター、2020年9月）
- 「嗜虐と被虐の交錯世界 ダリオ・アルジェント作品に関する覚書」 - 『アリーナ』23号（中部大学出版室、2020年11月）
- 「江戸川乱歩「孤島の鬼」の着想を巡って(補遺)」 - 『金城日本語日本文化』97号（2021年3月）
- 「吉屋信子「生霊」論―軽井沢、虚栄の断層地帯―」 - 『金城学院大学論集. 人文科学編』18（1）（2021年9月）

文芸評論
- 「アニミズムのエロス 江戸川乱歩論」 - 『創元推理』18号（東京創元社、1998年10月）
- 「江戸川乱歩『孤島の鬼』考――諸戸道雄のメス」 - 『「新青年」趣味』8号（「新青年」研究会、2000年5月）
- 「〈女流探偵小説家〉という存在認識」 - 『彷書月刊』2000年7月号
- 「芥川龍之介、挫折した探偵小説作家として」 - 『国語通信』第362号（筑摩書房、2001年9月）
- 「太宰治、〈私〉と〈嘘〉と探偵小説」 - 『国語通信』第363号（筑摩書房、2001年12月）
- 「川端康成、水族館幻想と探偵小説」 - 『国語通信』第364号（筑摩書房、2002年2月）
- 「三遊亭円朝、〈女〉で語る探偵小説」 - 『国語通信』第365号（筑摩書房、2002年7月）
- 「江戸川乱歩の異界――アイデンティティの鏡像」 - 『アジア遊学』125号（勉誠出版、2009年8月）
- 「自著を語る 乱歩と名古屋――地方都市モダニズムと探偵小説原風景」 - 『アリーナ』8号（中部大学総合学術研究院、2010年）
- 「沖野岩三郎『煉瓦の雨』復刻に寄せて」 - 『アリーナ』9号（中部大学総合学術研究院、2010年）
- 「乱歩、名古屋の感性」 - 『東京人』2010年11月号
- 「栄の怪人二十面相」 - 『なごや文化情報』2013年9月号
- 「〈乱歩シネマ論〉明智小五郎という男」 - 『『新青年』趣味』14号（『新青年』趣味編集委員会、2013年10月） - （連載中）
- 「少年探偵団の本当のヒーローは?」 - 『CRITCA』10号（探偵小説研究会/編、2015年8月）
- 「Book Review 自著を語る 探偵小説のペルソナ――奇想と異常心理の言語態」 - 『アリーナ』19号（中部大学総合学術研究院、2016年）
- 「座談会「江戸川乱歩を編む」」（平山雄一、浜田雄介、湯浅篤志と） - 『『新青年』趣味』(別冊)（『新青年』趣味編集委員会、2018年10月）

書評・コラム
- 「研究動向 横溝正史」 - 『昭和文学研究』45号（2002年9月）
- 「研究動向 探偵小説（戦前）」 - 『昭和文学研究』48号（2004年3月）
- 「研究動向 夢野久作」 - 『昭和文学研究』53号（2006年9月）
- 「書評 伊藤里和著『夢想の深淵 夢野久作論』」 - 『昭和文学研究』67号（2013年9月）
- 「書評 押野武志・諸岡卓真編著『探偵小説を読む 偏光と挑発のミステリ史』」 - 『層 映像と表現 8』（2015年12月）
- 「書評 真銅正宏著『匂いと香りの文学誌』」 - 『昭和文学研究』81号（2020年9月）

### その他
小説作品
- 「彼方」 - 『創元推理21』2001年夏号（東京創元社、2001年5月）
- 「ポカポカ娘はみんなのアイドル」 - 『創元推理21』2002年夏号（東京創元社、2002年8月）

解説・解題
- 『メグレ間違う』ジョルジュ・シムノン（萩野弘巳/訳、河出文庫、2000年9月） - 「解説」寄稿
- 『ミステリ雑誌シリーズ5 鬼【復刻版】』（三人社、2018年6月） - 「解題」寄稿
- 『江戸川乱歩座談』江戸川乱歩（中公文庫、2024年9月） - 「解説」寄稿